# حركة مكافحة الجهاد
تُعتبر حركة مكافحة الجهاد (بالإنجليزية: Counter-jihad)‏ تياراً سياسياً يعبّر عنوانه عن كينونته، ويتألف عموماً من مؤلفين، ومدوّنين، ومراكز أبحاث، وحركات شارع وتنظيمات لحملات يجمعها اعتقاد مشترك بأن العالم الغربي معرّض لاستيلاء المسلمين عليه، وقد قدّمت العديد من الاعتبارات الأكاديمية نظرية المؤامرة على أنها المكوّن الرئيسي لحركة مكافحة الجهاد، وتهدف هذه الحركة على المستوى اليومي لإشعال الغضب حيال ما تُعتقد بكونها جرائم اقترفها مسلمون.
ورغم أن جذور هذه الحركة تعود لثمانينيات القرن العشرين، فإنها لم تنل دفعاً كبيراً حتى الفترة التالية لأحداث 11 سبتمبر/أيلول لعام 2001 وتفجيرات السابع من يوليو/تموز لعام 2005 في لندن، ومنذ ما يقارب عام 2006، اعتُبر معلّقون عبر الإنترنت أمثال فيرودمان كمساهميين رئيسيين في دفع إيديولوجية مكافحة الجهاد الناشئة للأمام، وقد تلقّت الحركة انتباهاً مُعتبراً تلو هجومي النرويج في عام 2011، واللذين أنتج البيان الرسمي المتعلق بهما كتابات المدوّنين البارزين الذين دعموا مكافحة الجهاد، ومن ثم نشأت حركات شارع بارزة، مثل رابطة الدفاع الإنكليزية (EDL)،  كما نُعتت هذه الحركة باستمرار بأنها داعمة لإسرائيل، ومعادية للإسلام، وأنها ترهب الإسلام، وتحرّض على كراهية المسلمين، بالإضافة لوصفها باليمينية المتطرفة.
ويتمسك بهذه الحركة مناصرون في كل من أوروبا وأمريكا الشمالية، علماً أن الجناح الأوروبي يركّز بشكل أكبر على التهديد الثقافي المزعوم الذي تشكله الشعوب المسلمة المهاجرة للتقاليد الأوروبية، بينما يؤكد الجناح الأمريكي على التهديد الخارجي المزعوم، وكونه إرهابياً بطبيعته بالضرورة.

## لمحة عامة
تعود الحركة المذكورة لجناح يميني راديكالي عابر للأطلسي، وتنادي بمكافحة الجهاد المضادة للأسلمة المزعومة في أوروبا، ويصف مؤلفو شعبوية الجناح اليميني في أوروربا: سياسيةً وخطاباً هذه الحركة بأنها تعتمد بشكل كبير على أسلوبين اثنين؛ يتمثّل الأول في مناقشة أن أكثر المسلمين تطرفاً، أمثال أسامة بن لادن، يفسرون القرآن بشكل صحيح، أما المسلمون المعتدلون المسالمون، فإما أنهم لا يفهمون كتابهم المقدّس الخاص، أو أنهم يصطنعون اعتدالهم استراتيجياً، من جهة أخرى يتضمن الأسلوب الثاني مهاجمة الأفراد والمنظمات الذين يدّعون تمثيلهم الإسلام المعتدل بلا هوادة، واعتبارهم ناشطين سريّين يدبّرون لمخطط إسلامي أعظم لتدمير الغرب.
ويصف بينجامين لي مشهد مكافحة الجهاد على أنه حالة تتعرض فيها أوروبا والولايات المتحدة الأمريكية لتهديد عالم إسلامي عدواني ومسيّس يحاول الاستيلاء على أوروبا من خلال عملية (أسلمة)، وصولاً لتحقيق الهدف النهائي بفرض الشريعة الإسلامية، وفي هذا المنحى، يتميز التهديد بالإزالة المُعتقدة للرموز المسيحية أو اليهودية، وفرض التقاليد الإسلامية، وإنشاء مناطق يُحظر التجول فيها لغير المسلمين، ويُشاهَد بناء المساجد بشكل خاص على أنه تعزيز مستمر لفصل الشعوب الإسلامية عن سائر العالم، وتقابل قوة الممارسات الخطيرة للمسلمين كما وردت في توصيف مكافحة الجهاد تصوير لأوروبا خائرة القوى تنزلق نحو التدهور، غير قادرة على مقاومة الاستيلاء الإسلامي.

## حركة مكافحة الجهاد
أُنشئت المجموعة 910، وهي إحدى أوائل منظمات حركة مكافحة الجهاد عام 2006، وأعلنت على غيتس أوف فيينا، وهي مدونّة رئيسية لهذه الحركة منذ عام 2004، أن هدفها يكمن في الدفاغ عن الحقوق الإنسانية، والحريات الدينية والسياسية التي تتعرض لإساءات من قبل مجموعات متطرفة تؤمن بالسيادة الإسلامية.
وبحلول الثامن عشر من أبريل/نيسان عام 2007، ظهر تيار مكافحة الجهاد كحركة تعمل في شمال غرب أوروربا بعد انعقاد قمة مكافحة للجهاد في كوبنهاغن في الدنمارك، ومن ثم عُقدت قمة أخرى في أوكتوبر/ تشرين الأول عام 2007 في مبنى البرلمان الأوروبي في بروكسيل في بلجيكا، وقد عُدّ هذا المؤتمر حدثاُ هاماُ في تاريخ الحركة.
وفي مارس/ آذار عام 2012 جمع مؤتمر مكافحة الجهاد في الدنمارك 200-300 مؤيد من جميع أنحاء أوروبا، وهو عشرة أضعاف عدد متظاهري الجناح اليساري الذين احتشدوا في مظاهرة معاكسة، ولم تُعقد أية مؤتمرات للحركة منذ عام 2013، ما يشير لتراجعٍ فيها.

## تنظيمات
تُعدّ مدونّات مثل غيتس أوف فيينا، وجهاد ووتش، وأطلس شراغز، وبوليتيكالي إنكوريكت، وذا بروكسل جورنال جوهرية لحركة مكافحة الجهاد العابرة للأطلسي، ومن الكتّاب البارزين في هذه الحركة بات يور، وديفيد هوروفيتز وفيرودمان.
كما ساهمت خلايا التفكير، مثل المجتمع الدولي للصحافة الحرة، ومركز حرية ديفيد هوروفيتز، بدور مهم في تمويل الحركة وإنشاء ارتباطات دولية لها، فأنشأ أندرس غرافيرس بيديرسن منظمة مظلة عابرة للأطلسي بعنوان أوقفوا أسلمة أوروبا.

## حركة مكافحة الجهاد الأمريكية
يقود حركة أوقفوا أسلمة أمريكا كل من باميلا غيلير وروبيرت سبينسر، كبرنامج تابع للمبادرة الأمريكية للدفاع عن الحرية الخاصة بهم، وبحسب موقع المبادرة فإنها تهدف من بين مجموعة من النشاطات الأخرى لـ:
- إنشاء منظمات في الدولة تسعى لتحقيق أهداف المبادرة على مستوى محلي
- إنشاء مجموعات صغيرة على مستوى محلّي تحارب ما تسمّيه (مبادرات معينة للسيادة الإسلامية) في المدن الأمريكية
- بناء تحالف استراتيجي مع المجموعات النشاطة في أوروبا وإسرائيل للانخراط في إجراءات مكافحة للجهاد سواءً كانت سرية أم على العلن
- تشجيع المرشحين الذين (يحاربون ضد تحرك السياديين الإسلاميين)
- استضافة مؤتمرات (تثقّف الشعب الأمريكي حول المذهبة اليسارية وسعي الإسلام للهيمنة)

## إيديولوجية مكافحة الجهاد
يشير توبي آركر، وهو باحث في التطرف السياسي والإرهاب إلى أن «خطاب مكافحة الجهاد يخلط بين المخاوف الصحيحة حول الإرهاب المستوحى من الجهاد وقضايا سياسية أكثر تعقيداً تتعلق بالهجرة إلى أوروبا من دول ذات غالبية مسلمة، ولا يقترح تشكّل تهديد من الإرهاب الذي يقترفه متطرفون إسلاميون وحسب، وإنما من الإسلام بحد ذاته أيضاَ، أي بالمجمل يعتبر جميع المسلمين الأوروبيين تهديداً.»
وقد انتُقدت آراء حركة مكافحة الجهاد على أنها مصدر دعم لوجهات النظر المعادية للمسلمين التابعة لأفراد مستعدين للقيام بفعل عنيف مباشر،[24] إذ نشر أندرس بريفيك، المسؤول عن هجومي النرويج لعام 2011 بياناً يشرح فيه آراءه التي اعتمدت بشكل كبير على نشاطات مدوّنين منتمين لمكافحة الجهاد أمثال فيوردمان، علماً أن بريفيك قد عرّف نفسه تباعاً على أنه فاشي، وجاهر بدعمه للنازيين الجدد، مصرّحاً أنه استغل بلاغة حركة مكافحة الجهاد ليحمي القوميين العرقيين، وبدأ عوضاً عن ذلك بحملة إعلامية ضد من أدانهم كمنصاري مكافحة الجهاد المعادين للقومية.

## المقارنة مع مكافحة الشيوعية
قورنت حركة مكافحة الجهاد مع مكافحة الشيوعية الطارئة أثناء الحرب الباردة، فيناقش غيرت ويليرز، وهو سياسي هولندي ومتحدث في فعاليات الحركة المكافحة للجهاد، أن الإسلام عبارة عن إيديولوجية سياسية تُعتبر، مثل الشيوعية، تهديداً شمولياً للنظام الاجتماعي الليبرالي،  ويعتبر مركز قانون الحاجة الجنوبي كليهما تهديداً مبالغاً به، فيشير إلى أنه كما اعتقد جيل سابق بأن الشيوعيين يختبؤون خلف كل صخرة، يُقال اليوم أن النشطاء الإسلاميين المتسللين يتآمرون لإجراء استيلاء بالقوّة.